# Трёхрёберник непахучий
Трёхрёберник непаху́чий, или трёхребросемя́нник непахучий (лат. Tripleurospérmum inodórum), или по устаревшей классификации рома́шник непахучий, или ромашка непахучая — травянистое растение семейства Астровые (Asteraceae), вид рода Трёхрёберник, или Трёхрёбросемянник (Tripleurospermum).

## Название
Научное родовое название Tripleurospermum образовано от др.-греч. τρεῖς («tres» — три) + др.-греч. πλευρά («pleura» — ребро, бок) + др.-греч. σπέρμα («sperma» — семя) и дано по наличию у семянок трёх рёбер (по всей видимости, именно у трёхребросемянника непахучего, являющегося типовым видом этого рода).
Научное видовое название inodorum образовано от префикса лат. in- (без, не-), корня лат. odor (запах, аромат) и флексии лат. -um, формирующей прилагательное среднего рода. Смысловое значение «непахучий, непахнущий» дано по отсутствию у растения характерного аромата, которым обладают настоящие ромашки (представители рода Ромашка (Matricaria)), с которыми трёхрёберники имеют сильное внешнее сходство.
Русскоязычное название трёхрёберник непахучий является вариантом смыслового перевода латинского.
У исландских травников растение имеет название «Ресница Бальдра» в честь скандинавского бога Бальдра.

## Ботаническое описание

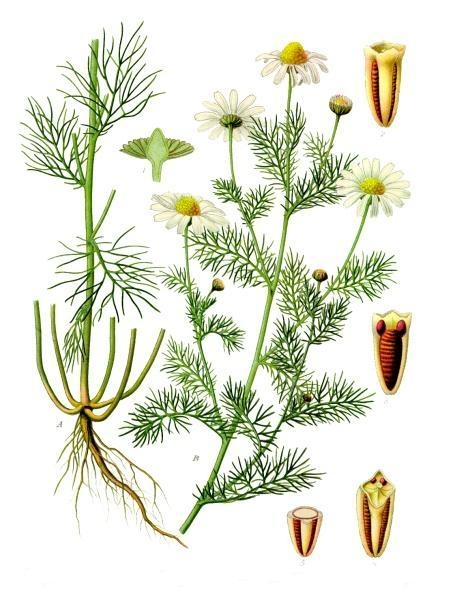

Однолетнее или двулетнее травянистое растение высотой от 25 до 100 см.
Корень веретенообразный, тонкий.
Стебель прямой или восходящий, облиственный, внутри полый, голый. Листья очерёдные, продолговатые в очертании, дважды или трижды перисторассечённые на узкие нитевидные доли.
Цветки собраны в корзинки диаметром 2,0—2,5 см, на длинных цветоносах. Ложноязычковые цветки белые, середина корзинки — жёлтая. Цветоложе тупо-коническое, не полое — это характерный признак, отличающий растение от ромашки аптечной (Matricaria chamomilla); кроме того, цветки не обладают характерным «ромашковым» запахом.
Плод — тёмно-бурая трёхгранная семянка.

## Распространение и экология[11]
Природный ареал рода охватывает практически всю территорию Европы до Сибири и Синьцзяна. Интродуцирован на всех других континентах за исключением Африки.

## Классификация

### Таксономия[12]
Tripleurospermum inodorum (L.) Sch.Bip., 1844, Tanaceteen : 32
Вид Трёхрёберник непахучий относится к роду Трёхрёберник  (Tripleurospermum) семейства Астровые (Asteraceae) порядка Астроцветные (Asterales). Кладограмма в соответствии с Системой APG IV по состоянию на июнь 2023 года:
|  |                                      |  |                                   |                                   |                    |  | ещё 10 семейств | ещё 10 семейств |                        |  |  |  | ещё 42 подтверждённых вида и 20 таксонов, ожидающих подтверждения |
|  |                                      |  |                                   |                                   |                    |  | ещё 10 семейств | ещё 10 семейств |                        |  |  |  | ещё 42 подтверждённых вида и 20 таксонов, ожидающих подтверждения |
|  |                                      |  |                                   | порядок Астроцветные              |                    |  |                 |                 | род Трёхрёберник       |  |  |  |                                                                   |
|  |                                      |  |                                   | порядок Астроцветные              |                    |  |                 |                 | род Трёхрёберник       |  |  |  |                                                                   |
|  | отдел Цветковые, или Покрытосеменные |  |                                   |                                   | семейство Астровые |  |                 |                 | Трёхрёберник непахучий |  |  |  |                                                                   |
|  | отдел Цветковые, или Покрытосеменные |  |                                   |                                   | семейство Астровые |  |                 |                 |                        |  |  |  |                                                                   |
|  |                                      |  | ещё 63 порядка цветковых растений | ещё 63 порядка цветковых растений |                    |  |                 | ещё 1787 родов  | ещё 1787 родов         |  |  |  |                                                                   |
|  |                                      |  |                                   | ещё 63 порядка цветковых растений |                    |  |                 |                 | ещё 1787 родов         |  |  |  |                                                                   |

### Синонимы
Классификация таксона до последнего времени неоднократно менялась, что привело к образованию большого числа синонимов:
- Camomilla inodora Gilib.
- Chamaemelum inodorum Vis.
- Chamaemelum inodorum var. inodorum
- Chamomilla inodora (L.) K.Koch
- Chamomilla praecox K.Koch
- Chrysanthemum inodorum (L.) L.
- Chrysanthemum maritimum var. agreste Bech.
- Chrysanthemum maritimum var. inodorum (L.) Bech.
- Dibothrospermum agreste Knaf
- Dibothrospermum pusillum Knaf
- Gastrostylum praecox (M.Bieb.) Sch.Bip.
- Matricaria elegans Nyman
- Matricaria inodora L.
- Matricaria inodora f. agrestis Fiori & Paol.
- Matricaria inodora f. biennis Fiori & Paol.
- Matricaria inodora f. inodora
- Matricaria inodora var. agrestis Weiss
- Matricaria inodora var. pusilla (Knaf) Fiori
- Matricaria maritima Fries ex Nyman
- Matricaria maritima subsp. inodora (L.) Soó
- Matricaria maritima subsp. inodora (L.) Clapham
- Matricaria maritima var. agrestis Wilmott ex Fernald
- Matricaria maritima var. inodora (L.) Soó
- Matricaria perforata Mérat
- Matricaria pumila Nyman
- Matricaria salina Nyman
- Matricaria suaveolens W.D.J.Koch
- Matricaria suaveolens f. suaveolens
- Pyrethrum elegans  Pollini
- Pyrethrum inodorum  (L.) Moench
- Pyrethrum inodorum var. inodorum
- Trallesia matricarioides Zumagl.
- Tripleurospermum bienne Knaf ex Nyman
- Tripleurospermum maritimum subsp. inodorum (L.) Appleq.
- Tripleurospermum maritimum var. agreste Briq. & Cavill.
- Tripleurospermum maritimum var. pusillum (Knaf) Briq. & Cavill. in Burnat
- Tripleurospermum perforatum (Mérat) M.Laínz
- Tripleurospermum perforatum (Mérat) Wagenitz
- Tripleurospermum praecox (M.Bieb.) Bornm.